# Distrito de Lunglei
Lunglei (en hindi; लुंगलेई जिला ) es un distrito de India en el estado de Mizoram . 
Comprende una superficie de 4 538 km².
El centro administrativo es la ciudad de Lunglei.

## Demografía
Según censo 2011 contaba con una población total de 154 094 habitantes.